# Antoni Gołubiew

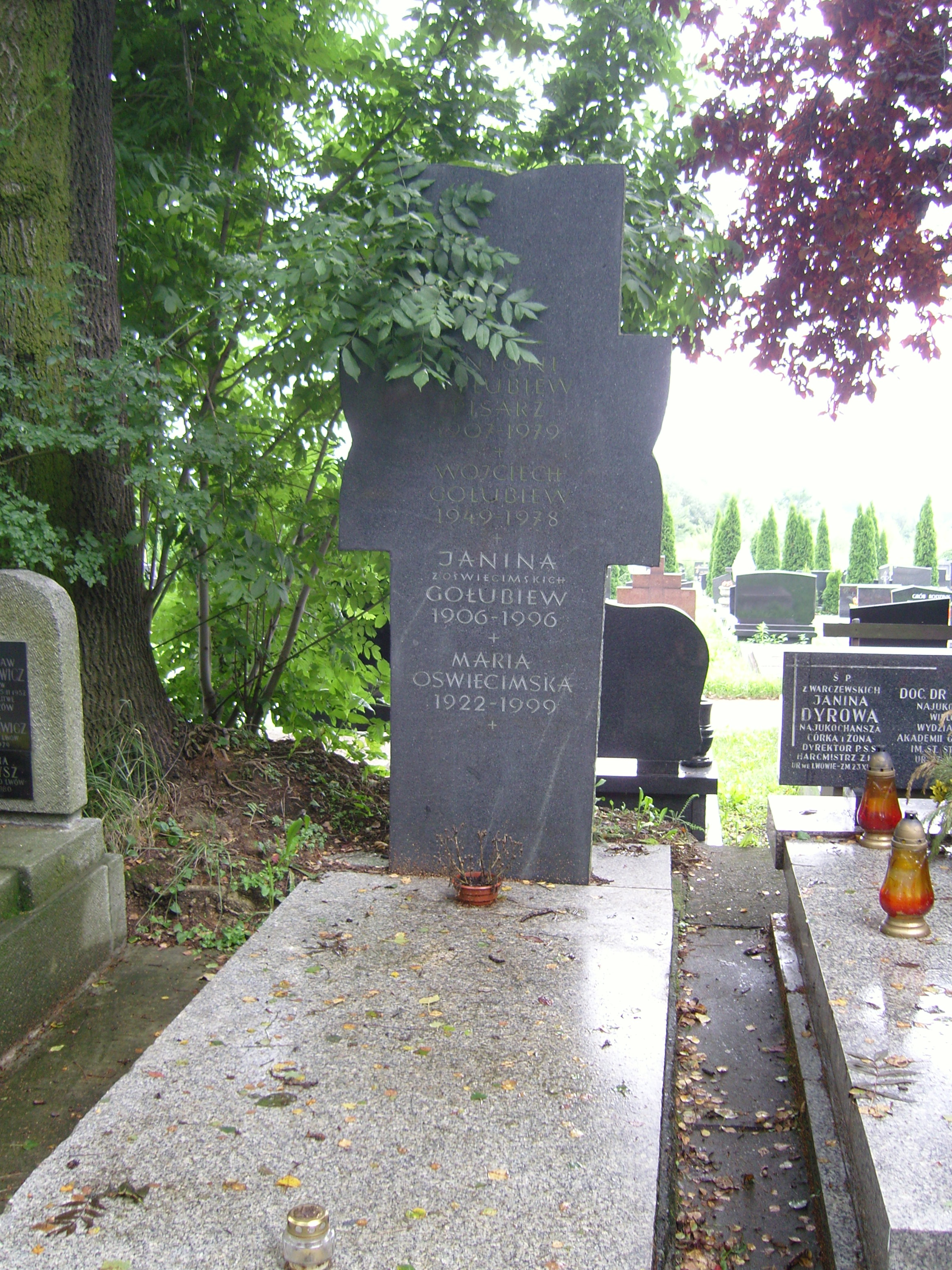
Grób Antoniego Gołubiewa na cmentarzu Salwatorskim

Antoni Gołubiew, pseudonimy: Goa, Jan Karol Wayda, Jerzy Cichocki (ur. 25 lutego 1907 w Wilnie, zm. 27 czerwca 1979 w Krakowie) – polski pisarz i publicysta katolicki, z wykształcenia historyk.

## Życiorys
Pochodził z rodziny prawosławnej, jego ojciec był Rosjaninem. Absolwent Gimnazjum im. Króla Zygmunta Augusta w Wilnie i Uniwersytetu Wileńskiego. W 1925 zadebiutował literacko opowiadaniem wydrukowanym w szkolnym pisemku „Hejnał”. Działał w Stowarzyszeniu Katolickiej Młodzieży Akademickiej „Odrodzenie”. Przed II wojną światową był jednym z założycieli dwutygodnika „Pax”. Współtwórca (m.in. z Czesławem Miłoszem) grupy poetyckiej Żagary. Był uczniem Stanisława Kościałkowskiego (magisterium w 1933).
Po wojnie był członkiem redakcji „Tygodnika Powszechnego”, współpracował z pismami „Znak” i „Odra”. W 1978 podpisał deklarację założycielską Towarzystwa Kursów Naukowych. Autor czterotomowej epopei, powieści historycznej Bolesław Chrobry, pisanej przez niemal całe życie, opowiadającej o narodzinach i pierwszych latach istnienia państwa polskiego. Laureat m.in. nagrody im. W. Pietrzaka.
Jego synową była historyczka sztuki Zofia Gołubiew.

## Dzieła
- 1935 Mędrcy na arenie,
- 1947-1974 Bolesław Chrobry; tytuły tomów: Puszcza, Szło Nowe, Złe dni, Rozdroża,
- 1955 Listy do przyjaciela, (wyd. II 2009, Wydawnictwo PETRUS)
- 1960 Poszukiwania (Wydawnictwo „ZNAK”, Kraków 1960, nakład 15350 egz., s. 358),
- 1966 Na drodze,
- 1971 Unoszeni historią,
- 1974 Świadkowie przemian,
- 1975 Spotkanie na Świętokrzyskiej,
- 1981 Największa przygoda mego życia. Lata nad „Bolesławem Chrobrym” (Społeczny Instytut Wydawniczy „ZNAK”, Kraków 1981, nakład 10350 egz., s. 459),
- 1981 W dolinie dwóch rzek. Kazimierzówka,
- 1985 W żółtej poczekalni dworcowej pod zegarem,
- 1985 Szaja Ajzensztok. Trzy świeczniki siedmioramienne.

Ponadto rozpoczął pracę nad drugim wielkim dziełem: Adam. Opowieść o zagubionej nadziei, której jednak nigdy nie dokończył. Niektóre fragmenty tego utworu zostały opublikowane na łamach Tygodnika Powszechnego.